# Sphenomorphus wollastoni
Sphenomorphus wollastoni là một loài thằn lằn trong họ Scincidae. Loài này được Boulenger mô tả khoa học đầu tiên năm 1914.